# Słup Pokoju

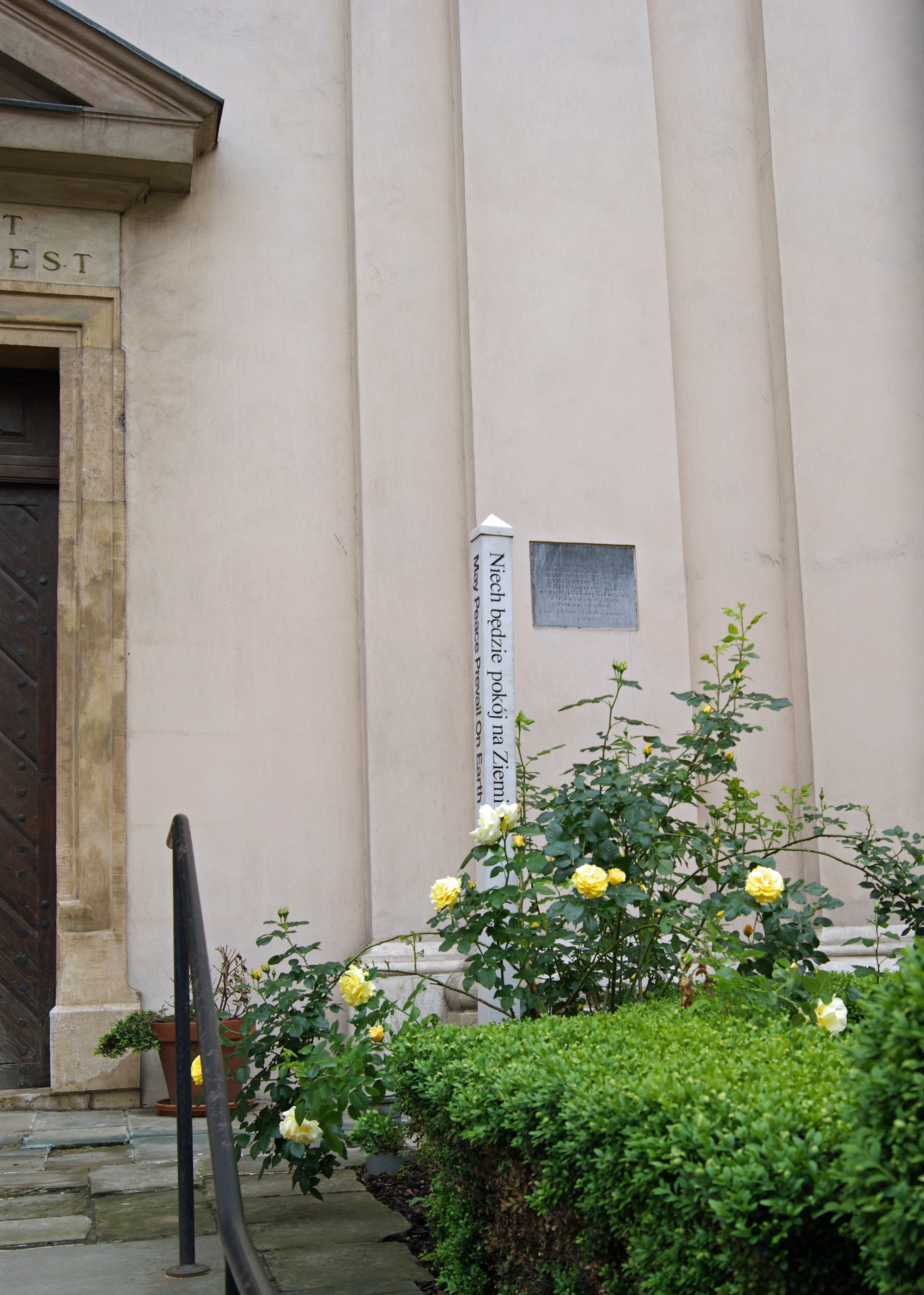
Słup Pokoju przed kościołem św. Marcina przy ul. Grodzkiej 58 w Krakowie

Słupy Pokoju – słupy stawiane jako pomniki pokoju przez członków i sympatyków Towarzystwa Modlitwy o Pokój Światowy. Popularyzują one przesłanie Niech ludzkość świata żyje w pokoju. 
Od początku tego projektu w 1976 roku, na całym świecie postawiono ponad 60 tys. słupów w prawie 100 krajach. Najczęściej stoją przed świątyniami różnych wyznań, ale umieszczane są również na terenach uniwersytetów, urzędów państwowych czy organizacji społecznych.
W celu upowszechniania przesłania, Towarzystwo drukuje je także na nalepkach, kartach oraz różnego rodzaju gadżetach. W Japonii, gdzie w 1955 roku powstała organizacja, ponad 6 milionów nalepek można spotkać w oknach sklepowych, na słupach telefonicznych, tablicach ogłoszeń itp. Obecnie siedziba organizacji mieści się w Nowym Jorku.
W Polsce Słupy Pokoju znajdują się m.in. 
- w Krakowie, przed kościołem św. Marcina, jako pamiątka Światowego Dnia Modlitwy o Pokój w 1993 roku;
- w Przesiece koło Jeleniej Góry, na terenie ośrodka buddyjskiego;
- w Grabniku na terenie ośrodka buddyzmu tybetańskiego Karma Kagyu;
- w Koszalinie na Placu Pokoju;
- w Warszawie w ogrodzie Muzeum Azji i Pacyfiku przy ulicy Solec 24[1];
- w SP 113 im. Adama Rapackiego we Wrocławiu;
- w Krośnie w Parku Jordanowskim[2].

Tradycyjnie na każdej z czterech stron słupa znajduje się przesłanie w jęz. japońskim i angielskim oraz w dwóch innych wybranych językach. Dla przykładu na słupie w Grabniku jest to jęz. polski i tybetański, na słupie w Krakowie i Koszalinie – polski i niemiecki.